# فوئنته واکرس
فوئنته واکرس (به اسپانیایی: Fuente Vaqueros) یک دهستان در اسپانیا است که در استان گرانادا واقع شده‌است. فوئنته واکرس ۱۶٫۰۱ کیلومتر مربع مساحت و ۴٬۳۲۷ نفر جمعیت دارد و ۵۴۳ متر بالاتر از سطح دریا واقع شده‌است.